# Свиштов (община)
Община Свиштов (болг. Община Свищов) — община у Болгарії. Входить до складу Великотирновської області. Населення становить 43 703 особи (на 21.07.05 р.).

## Склад общини
До складу общини входять такі населені пункти: (15.12.2008)
| - Свиштов — 36 642 осіб - Ореш — 1 892 осіб - Овча Могила — 1 735 осіб - Козловець — 1 487 осіб - Билгарсько-Сливово — 1 426 осіб - Царевець — 1 203 осіб - Вардим — 1 178 осіб - Морава — 1 181 осіб | - Хаджидимитрово — 875 осіб - Драгомирово — 814 осіб - Алеково — 703 осіб - Горішня Студена — 546 осіб - Червена — 414 осіб - Александрово — 286 осіб - Совата — 280 осіб - Деляновці — 169 осіб |

## Населення
- 43 703 особи (21.07.2005)
- 50 831 особи (15.12.2008)